# 圣戈藏
圣戈藏（法語：Saint-Gauzens）是法国南部-比利牛斯大区 塔恩省的一个市镇，属于卡斯特尔区 格罗耶县。该市镇2009年时的人口 为855人。

## 人口
圣戈藏人口变化图示
| 数据来源：INSEE |